# Ceratopsyche alternans
Ceratopsyche alternans är en nattsländeart som först beskrevs av Walker 1852.  Ceratopsyche alternans ingår i släktet Ceratopsyche och familjen ryssjenattsländor. Inga underarter finns listade i Catalogue of Life.